# 10696 Giuliattiwinter
10696 Giuliattiwinter este o planetă minoră (asteroid) din centura de asteroizi. A fost descoperită pe 2 martie 1981 la Observatorul Siding Spring de Schelte J. Bus și a fost numită după Silvia Giuliatti Winter⁠(d). 
Obiectul prezintă o orbită caracterizată de o semiaxă mare de 2,3190641 UAi, o excentricitate de 0,08, o înclinație de 3,2409 ° în raport cu ecliptica.